# Kleinau
Kleinau este o comună din landul Saxonia-Anhalt, Germania.